# 211-та понтонно-мостова бригада
211-та понтонно-мостова бригада — військова частина у підпорядкуванні Командування Сил підтримки Збройних сил України.

## Історія
211-та понтонно-мостова бригада стала правонаступницею 210-го понтонно-мостового полку, який був створений 3 квітня 2022 року у Хмельницькій області. Після приведення полку, нині бригади, у бойову готовність підрозділи військової частини були передані в оперативне підпорядкування органам військового управління.

## Завдання
- інженерна підтримка мобільності військ Збройних сил України;
- інженерні заходи щодо обмеження мобільності сил та засобів противника;
- загальна інженерна підтримка військ;

- інженерна підтримка подолання водних перешкод або суходолів (протитанкових ровів);
- наведення мостових та поромних переправ;
- здійснення десантних переправ;
- виконання інженерних заходів щодо підготовки та утримання шляхів пересування військ (сил);
- влаштування низьководних (висоководних, підводних) мостів;
- влаштування інженерних загороджень (вибухових та невибухових);
- здійснення руйнувань та посилення перешкод природного походження.

## Призначення
211-та понтонно-мостова бригада призначена для виконання завдань інженерної підтримки мобільності своїх військ (сил) та загальної інженерної підтримки військ (сил), утримування десантних, поромних переправ через водні перешкоди; обладнання та утримування мостових переправ через перешкоди ландшафту місцевості; проведення інженерної розвідки водних перешкод, маршрутів висування до них, місцевості, районів зосередження військ, надання допомоги силам цивільного захисту щодо подолання водних перешкод, поява яких спричинена надзвичайними ситуаціями природнього та техногенного характеру (за окремим розпорядженням); інженерно-технічне забезпечення військ (сил); розмінування місцевості й об'єктів від вибухонебезпечних предметів та їхнє знищення.

## Бойові завдання
211 понтонно-мостова бригада постійно залучалась до виконання бойових завдань для обладнання та утримання переправ.
У 2022 році батальйони бригади виконували бойові завдання, такі як обладнання та утримання поромно-мостових переправ в Херсонській, Миколаївській, Донецькій, Полтавській та Харківській областях, для забезпечення дій частин та підрозділів Збройних Сил України.[джерело?]
З кінця серпня 2022 року наводили понтонні переправи та хибні мости під час осіннього наступу на Херсонському напрямку.[джерело?]
В кінці 2022 року виконували завдання зі встановлення важких механізованих мостів на Бахмутському напрямку, мали бойові виїзди в Ізюм та Краматорськ, відновлювали пошкоджену інженерну техніку в Миколаївській області. Протягом 2022—2023 років підрозділи бригади залучались до виконання бойових завдань щодо наведення мостових та поромних переправ в зоні бойових дій, ремонту понтонів та інженерної техніки. Військовослужбовці бригади залучались до виконання різноманітних завдань інженерної підтримки, серед яких: інженерна розвідка, супровід груп та пророблення проходів для заняття позицій, обладнання оборонних позицій.[джерело?]
В березні 2023 року наводили переправу через річку Інгулець.[джерело?]

## Розслідування

### Корупція, вимагання грошей
Згідно з журналістським розслідуванням, яке вийшло у грудні 2024 року, керівництво бригади звинувачується у численних родинних зв'язках, поборах та корупції. У матеріалі ййшлося про численні факти зловживань командування, фізичного насильства над військовими, погрози та вимагання грошей у солдатів. Відомо про військовослужбовців, які у 2023 році замість служби будували будинок на Хмельниччині для комбрига Олега Побережнюка, хоча отримували премії по 100 тисяч гривень за один день роботи на «нулі». Було заявлено, що командир взводу першого батальйону бригади та син начальника штабу Владислав Пастух погрожували, вимагали гроші, а також жорстоко знущалися над військовими, і не були покарані.
За фактом журналістського розслідування, головнокомандувач ЗСУ Сирський наказав почати перевірку.

### Знущання з підлеглих
17 грудня 2024 року Тернопільська спеціалізована прокуратура у сфері оборони Західного регіону відкрила кримінальне провадження щодо посадових осіб бригади щодо можливого застосування нестатутних заходів впливу та насильства до підлеглих. Досудове розслідування проводять слідчі Львівського територіального управління ДБР.
19 грудня 2024 року командира бригади Олега Побережнюка було заарештовано з заставою у 900 тис. грн, 20 грудня він вніс заставу і вийшов з-під варти. Вище командування відсторонило його від службових обов'язків. 30 грудня Побережнюка повторно взяли під варту під заставу у 12,1 млн грн. Також підозру отримав син начштабу бригади Владислав Пастух.
У травні 2025 року завершилося слідство, за даними якого, з лютого до липня 2024 року командир достеменно знав про жорстоке поводження з боку одного з офіцерів – старшого лейтенанта, який систематично бив, принижував та катував солдатів. Попри це, командир не вжив жодних заходів, щоб зупинити насильство. «Установлено, що старший лейтенант систематично бив, принижував та катував підлеглих. Відомо, що він є сином начальника штабу цієї ж бригади, який є близьким товаришем комбрига. Це могло вплинути на рішення командира замовчати злочини й не передавати інформацію до правоохоронних органів».

## Структура

### Склад бригади
- Управління
- Основні підрозділи
- Підрозділи забезпечення

## Командування
- Полковник Побережнюк Олег Володимирович (2022 — 2024)[8]
- Начальник штабу — підполковник Пастух Валерій Васильович[6]

## Втрати
- Старший лейтенант Місюра Олександр Юрійович — 21.11.2023
- Старший солдат Григор'єв Олексій Ігорович — 21.11.2023
- Солдат Тулайдан Юрій Юрійович — 03.09.2024

## Відзнаки
Наразі п'ять військовослужбовців за особисту мужність і самовіддані дії, виявлені у захисті державного суверенітету та територіальної цілісності України, вірність військовій присязі нагороджені високими державними нагородами: орденом «Богдана Хмельницького» III ступеня — двоє, орденом «Богдана Хмельницького» II ступеня — один, орденом «За мужність» III ступеня — один, медаллю «За врятоване Життя» — один.